# Sessilité (botanique)
Pour les articles homonymes, voir Sessilité.
En botanique, la sessilité caractérise le fait pour une feuille, une fleur ou un fruit d'être directement attachés à la tige, sans pétiole ou pédoncule. Les fruits (glands) du chêne sessile sont par exemple sessiles.

Un organe subsessile est presque attaché directement.

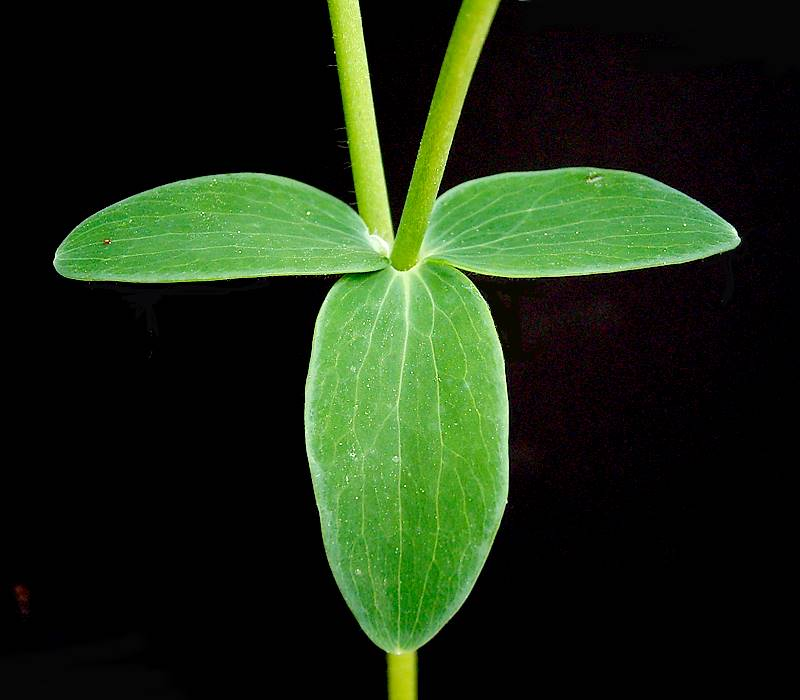
Feuilles sessiles de l'ancolie commune.
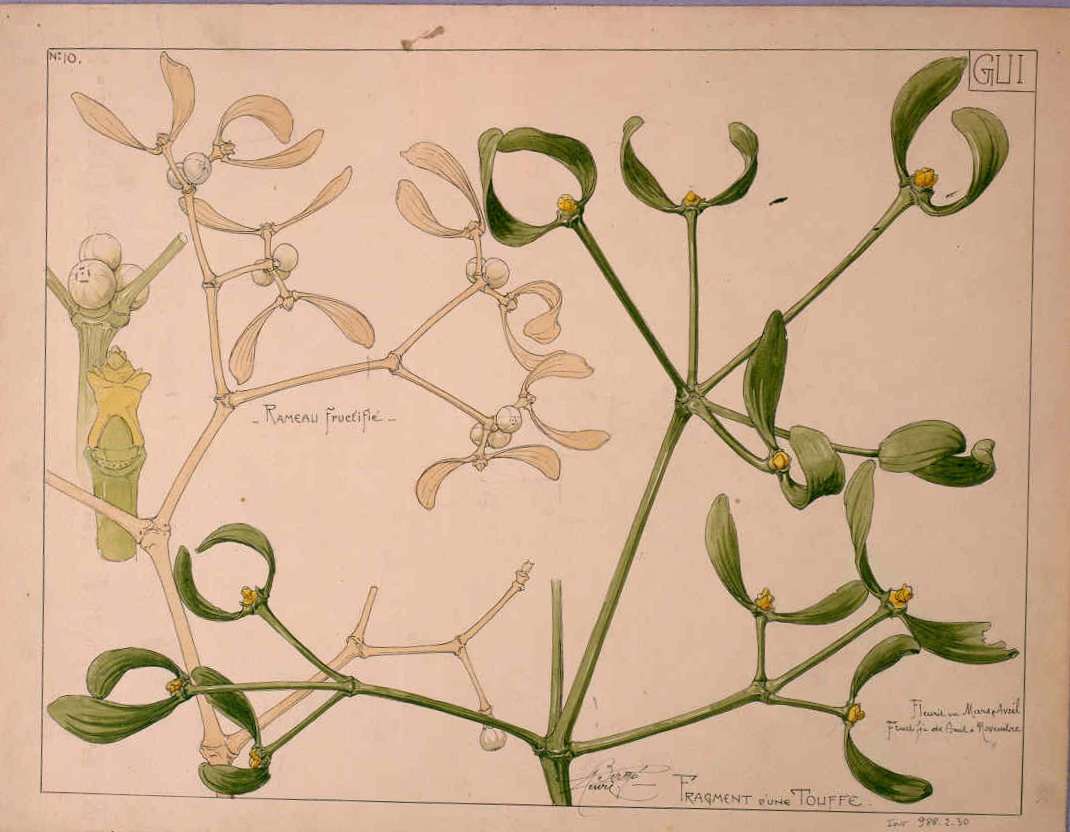
Feuilles sessiles du gui, début du XXe siècle, Henri Bergé, musée de l'Ecole de Nancy.